# 厄奇
厄奇，是匈牙利维斯普雷姆州所辖的一个村，总面积13.70平方公里，总人口205，人口密度15.0人/平方公里（2010年1月1日）。